# ヤマサキ (福岡県)
株式会社ヤマサキは、福岡県大牟田市に本社を置く、工業炉の設計・施工を行う企業である。

## 沿革
- 1875年1月 - 創業

## 事業所
- 本社 - 福岡県大牟田市
- 八戸営業所 - 青森県八戸市
- 鹿島営業所 - 茨城県鹿嶋市
- 関東事業部 - 茨城県鹿嶋市
- 千葉営業所 - 千葉県千葉市
- 和歌山営業所 - 和歌山県和歌山市
- 水島営業所 - 岡山県倉敷市
- 響灘出張所 - 福岡県北九州市

## 運営・管理するゴルフ場主なゴルフ場
- 玉名カントリークラブ - 熊本県玉名市

## 山﨑高等技術専門校
技能者の育成を目的として福岡県知事の認定を受けた認定職業訓練のための職業能力開発校を運営している。